# Segelfluggelände Fischbek

i7
i11
i13
Das Segelfluggelände Fischbek ist ein Segelflugplatz am südwestlichen Stadtrand von Hamburg.

## Lage und Platz

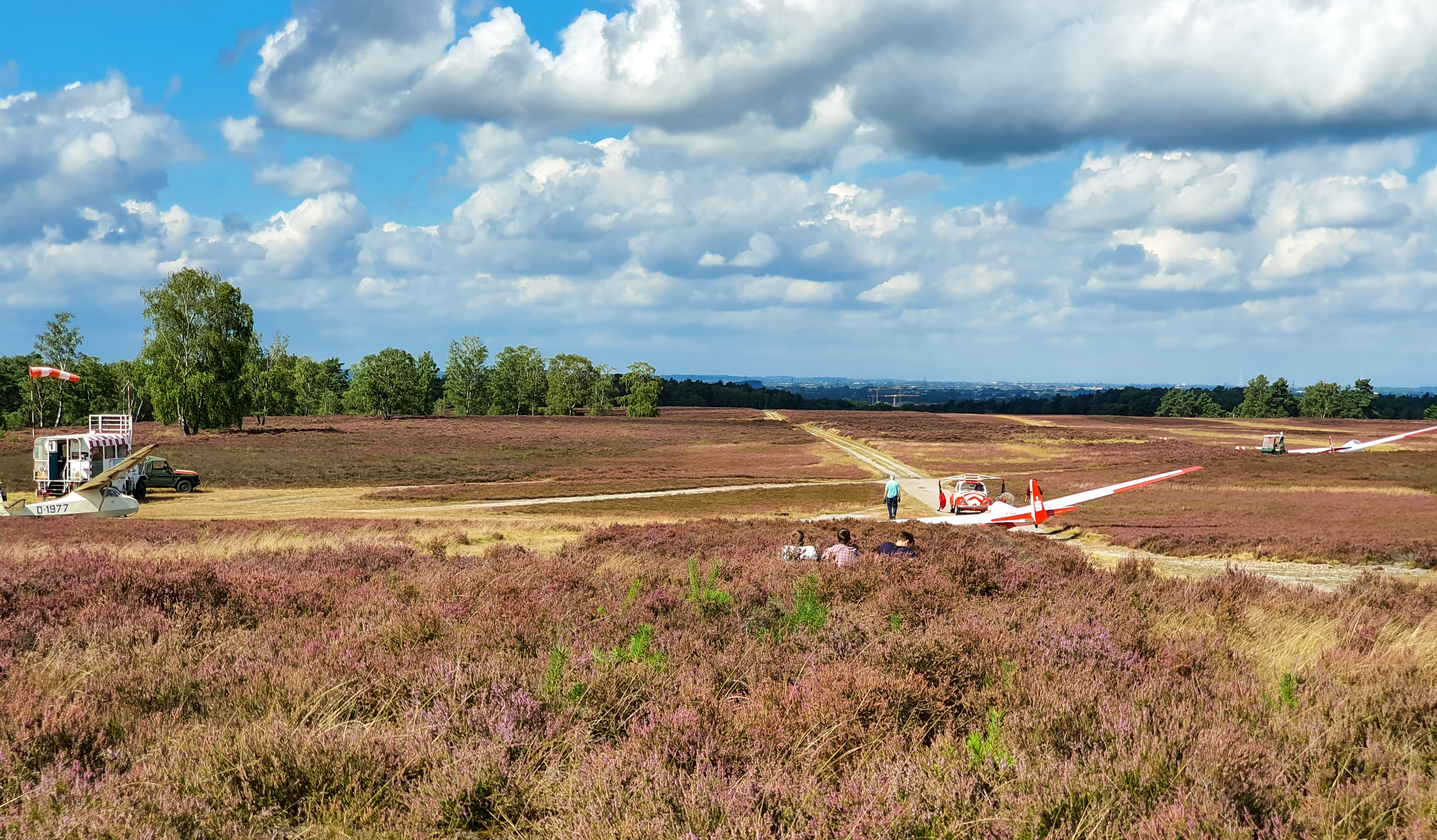
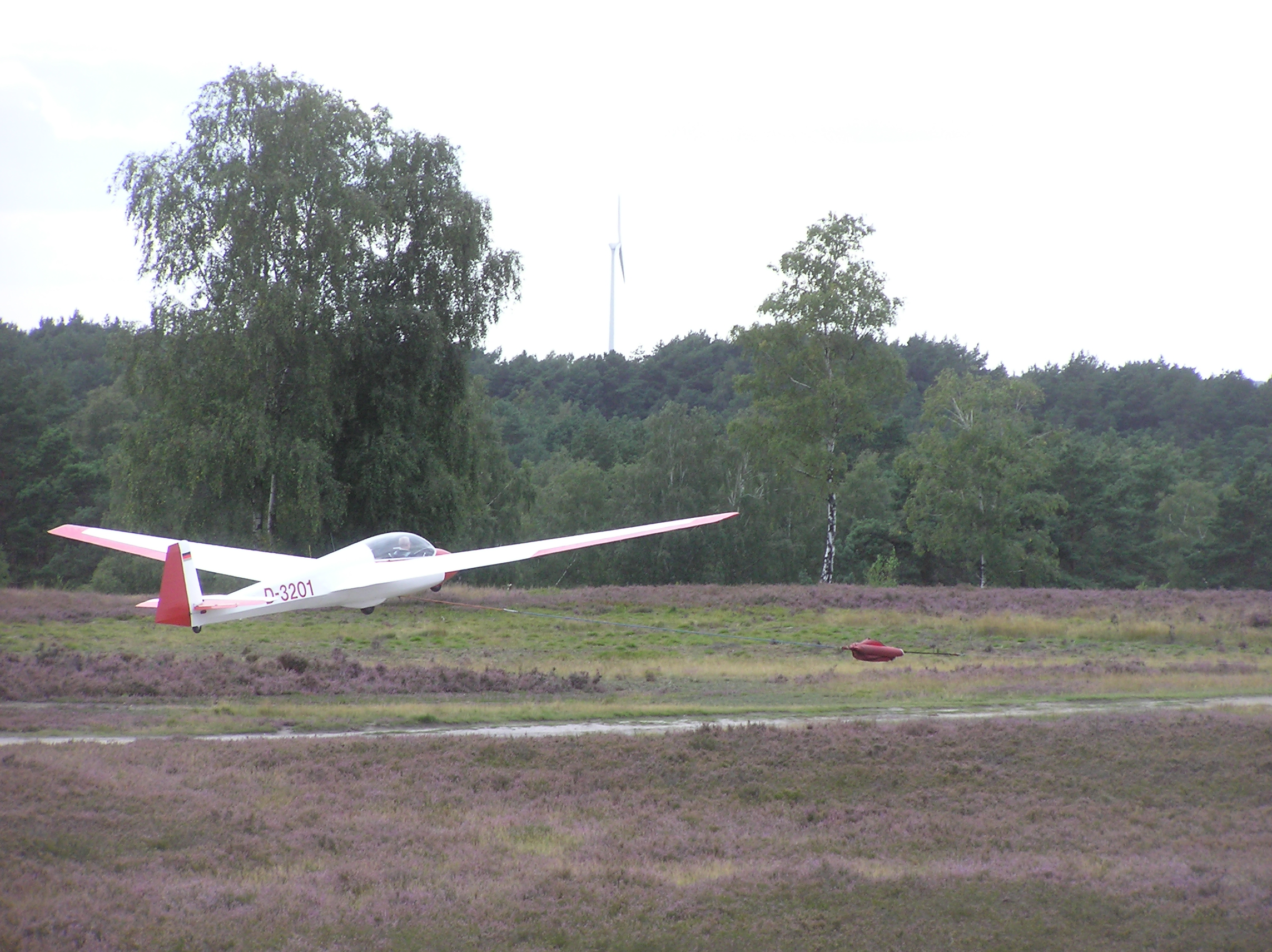
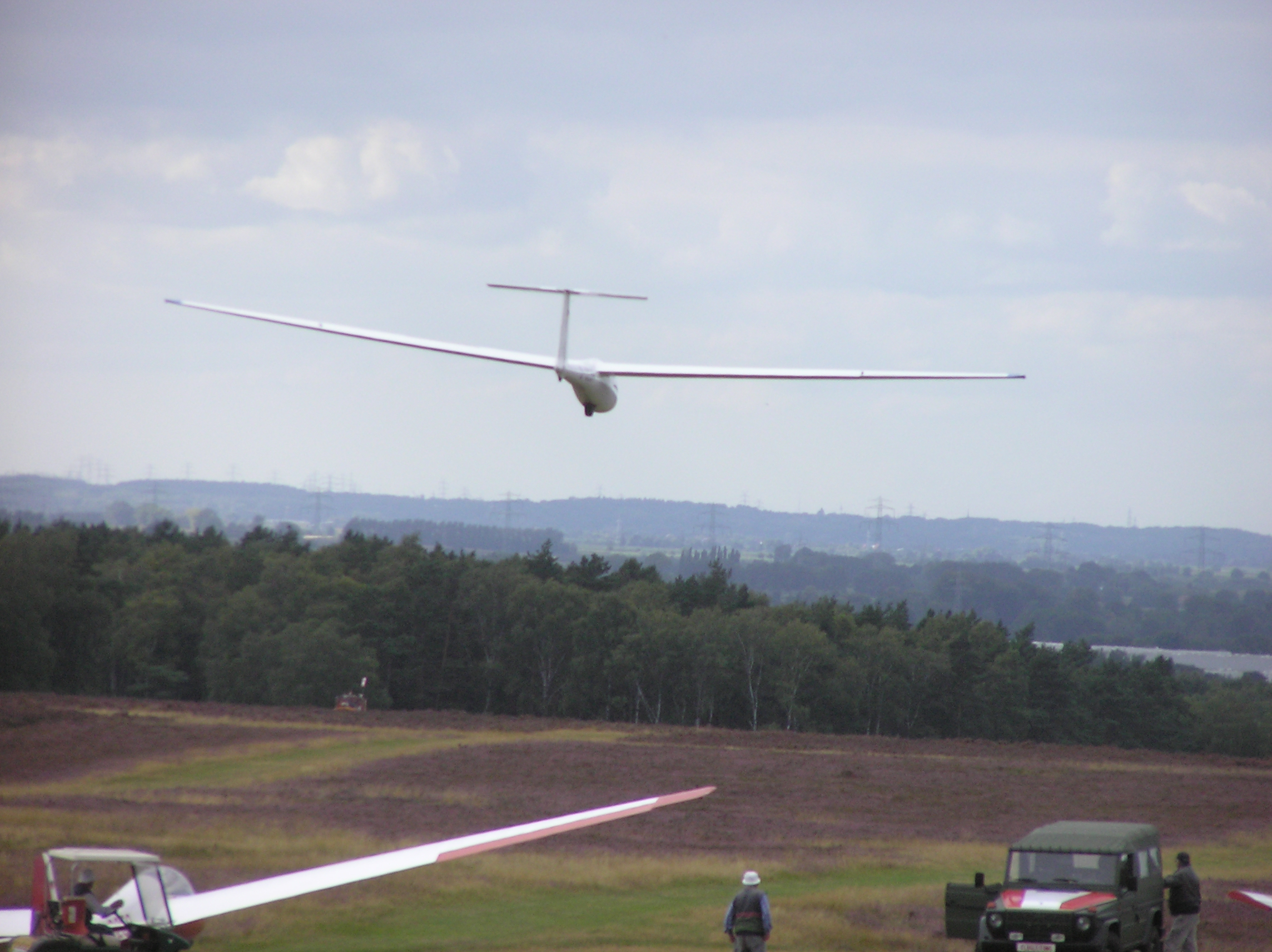

Das Segelfluggelände im Hamburger Stadtteil Neugraben-Fischbek ist Teil des Naturschutzgebietes Fischbeker Heide.
Es stehen drei Start- und Landebahnen zur Verfügung, davon bestehen zwei aus Graspisten und eine aus Schotter. Auf der 900 m langen Südbahn wird Windenschlepp betrieben. Zwischen den parallelen, mit 4–5 m Breite ungewöhnlich schmalen Pisten befinden sich Heideflächen, die aus Naturschutzgründen nicht betreten werden dürfen.

## Geschichte und betreibender Verein

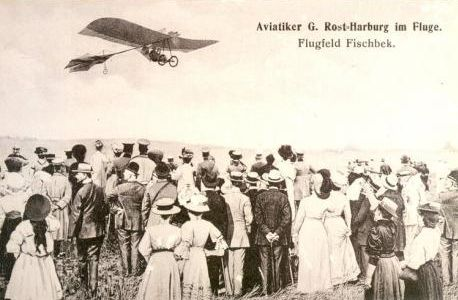
Erste Flugversuche von Flugpionier Gottlieb Rost

- 1910 wurden auf dem Gelände erste Flugversuche von Flugpionier Gottlieb Rost durchgeführt.[2]
- Seit 1925 wird der Platz von Vereinen für den Segelflug genutzt.
- 1950 gründeten sich die Vorgänger des 1964 zum Segelflug-Club Fischbek e. V. fusionierten Vereins, der den Platz bis heute betreibt.